# 福音書作者約翰教堂 (愛丁堡)

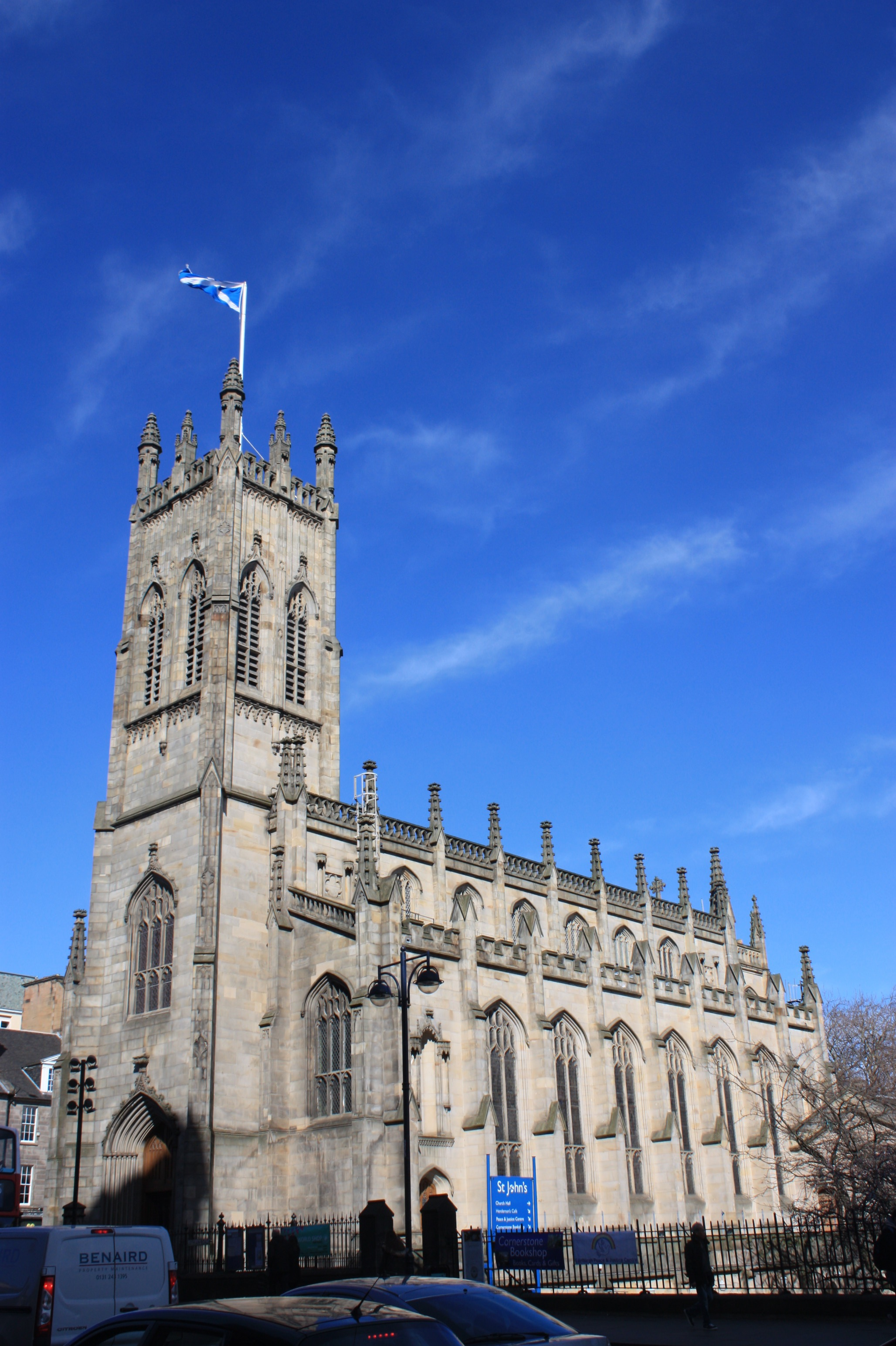
福音書作者約翰教堂

福音書作者約翰教堂（英語：Church of St John the Evangelist）是一座位於蘇格蘭愛丁堡市中心的蘇格蘭聖公會的教堂。教堂位於王子街的西端，是蘇格蘭的A級登錄建築並得到保護。福音書作者約翰教堂始建於1816年，最初名為聖約翰禮拜堂，奉獻於1818年。教堂的設計者是建築家William Burn。

## 外部連結
- Church Website （页面存档备份，存于）
- Church Choir Website （页面存档备份，存于）
- St. John's on ScotlandPlaces （页面存档备份，存于）
- The Episcopal Congregation of Charlotte Chapel, Edinburgh, 1794–1818. University of Stirling PhD Thesis by Eleanor M Harris